# Drosophila martensis
Drosophila martensis är en tvåvingeart som beskrevs av Wasserman och Wilson 1957. Drosophila martensis ingår i släktet Drosophila och familjen daggflugor.
Artens utbredningsområde är Colombia och Venezuela.